# Juan Sanmartín y Senra

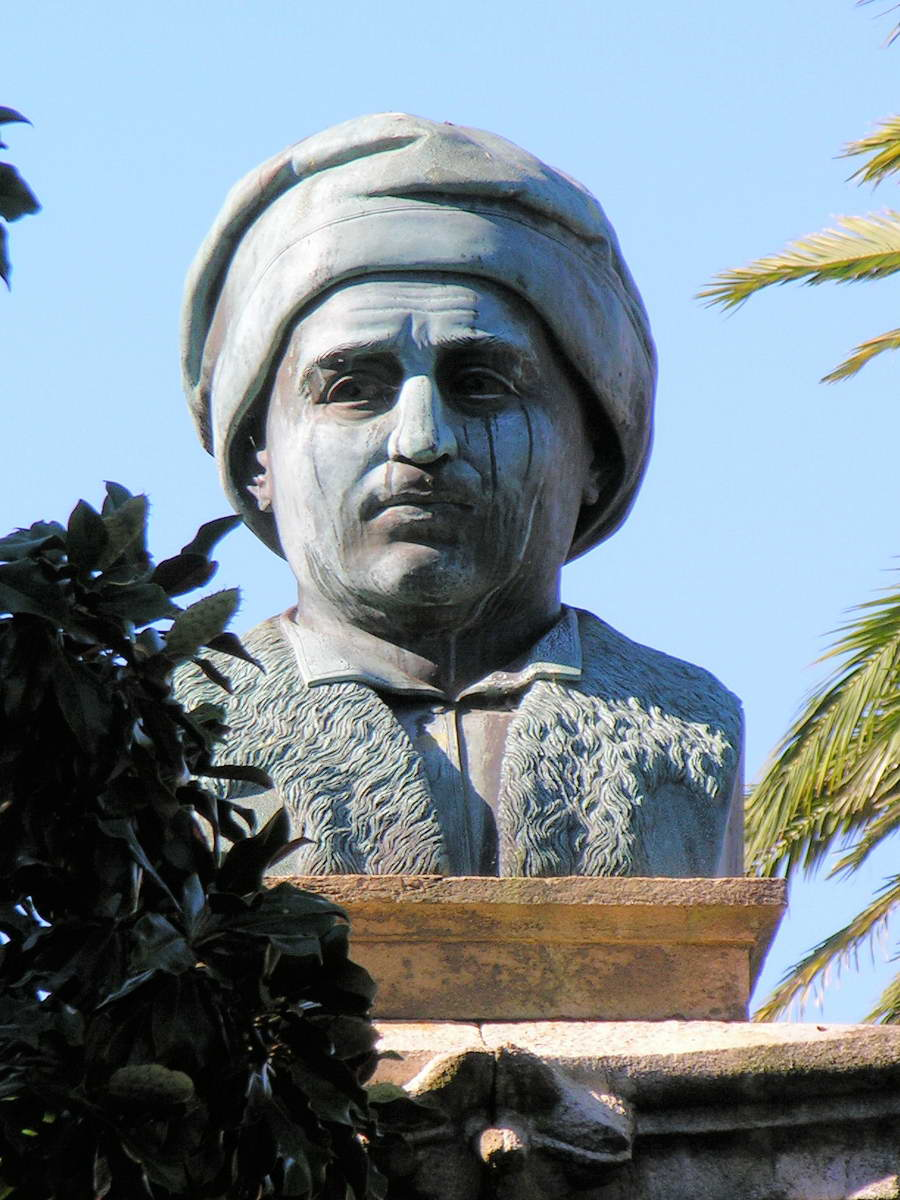
Monumento dedicado a Felipe de Castro en Noya.

Juan Sanmartín y Senra fue un escultor español del siglo XIX y principios del XX. Nacido en Santiago de Compostela (1830-1898), realizó obras para su ciudad natal y para numerosos puntos de España.
Para Santiago ejecutó una Última Cena con recuerdos de la célebre obra de Leonardo da Vinci, que fue muy alabada en la prensa de su época y efectuó en bronce la estatua del escultor Felipe de Castro para el monumento de su villa natal en Noya.
Hizo numerosos encargos para Madrid y Barcelona; además de las estatuas en mármol de Colón en Pontevedra (originariamente para el Ministerio de Ultramar) y Cartagena, esculpió otra para el Senado.